# صور (عمان)

 شهرستان صور (به عربی:  ولایة صور)       یکی از شهرستان‌های منطقه شرقی  در کشور پادشاهی عمان است. 
شهرستان صور یکی از قدیمی بندرگاه سلطنت عمان است. 
در این شهرستان قلعه بزرگی وجود دارد که در دوران گذشته مقر حاکم منطقه بوده‌است. بابوجود اینکه سال‌ها از تاریخ بنای این دژ می‌گذرد پا برجا مانده‌است، این قلعه یکی از قلعه‌های مهم  شهرستان صور  است باضافه چهار قلعه دیگر که در این شهرستان وجود دارند. در دوران گذشته نگهبانانی در این قلعه‌ها پاسبانی می‌داده‌اند مخصوصاً در شبها نگهبانان در ابراج این قلعه‌ها مستقر می‌شده‌اند و از شهر در برابر دزدان وشورشگران پاس می‌داده‌اند.

## جمعیت
جمعیت شهرستان صور در حدود ۶۶٬۵۸۷ نفر می‌باشد، و در ۳۱۰ کیلومتری مسقط پایتخت عمان واقع شده‌است.
این شهر در قرن شانزده هم میلادی توسط پرتغالیها اشغال گردید. و در دوران حکم الیعاربه در قرن هفده هم میلادی در زمان پادشاهی الامام ناصر بن مرشد الیعربی از چنگ پرتغالیها آزاد گردید.

## پیشهٔ مردم صور
پیشه مردم ماهی گیری، حدادی، نجاری و تجارت است. همچنین صناعت خنجر عمانی، حصیر، ومشغولات دستی و حلوای عمانی (مسقطی) رایج فراوانی دارد.